# Giro di Campania 1981
Il Giro di Campania 1981, quarantanovesima edizione della corsa, si svolse il 26 marzo 1981 su un percorso di 226,6 km. La vittoria fu appannaggio dell'italiano Leonardo Mazzantini, che completò il percorso in 5h56'50", precedendo i connazionali Giovanni Mantovani e Francesco Moser.
Sul traguardo di Sorrento 33 ciclisti, su 90 partiti, portarono a termine la competizione.

## Ordine d'arrivo (Top 10)
| Pos. | Corridore                | Squadra                    | Tempo    |
| ---- | ------------------------ | -------------------------- | -------- |
| 1    | Leonardo Mazzantini      | Famcucine-Campagnolo       | 5h56'50" |
| 2    | Giovanni Mantovani       | Hoonved-Bottecchia         | a 1'50"  |
| 3    | Francesco Moser          | Famcucine-Campagnolo       | s.t.     |
| 4    | Gianbattista Baronchelli | Bianchi-Piaggio            | s.t.     |
| 5    | Tommy Prim               | Bianchi-Piaggio            | s.t.     |
| 6    | George Mount             | Sammontana-Benotto         | s.t.     |
| 7    | Glauco Santoni           | Famcucine-Campagnolo       | s.t.     |
| 8    | Carmelo Barone           | Famcucine-Campagnolo       | a 2'00"  |
| 9    | Cesare Cipollini         | Selle San Marco-Wilier Tr. | a 15'15" |
| 10   | Riccardo Magrini         | Santini-Selle Italia       | s.t.     |